# 옥계 나들목
옥계 나들목(Okgye IC)은 강원특별자치도 강릉시 옥계면 현내리와 낙풍리에 걸쳐 설치된 동해고속도로의 33번 교차로이다.
처음 동해고속도로가 왕복 2차선으로 개통되었을 당시에는 '옥계 교차로'라 하여 평면 교차로가 존재했고, 인근에 옥계 요금소가 있었다. 그러다 2004년에 동해고속도로가 왕복 4차선으로 선형 개량 및 확장이 이루어지면서 지금과 같은 트럼펫 형식으로 변경되었다. 옥계면으로 진출할 수 있으며, 정동진, 망상오토캠핑리조트로 갈 수 있다.

## 연혁
- 1998년 11월 7일 : 나들목 신설을 위해 강릉시 도시계획시설 교통광장에 옥계 나들목을 고시[1]
- 2004년 11월 24일 : 동해고속도로 강릉 ~ 동해 구간 확장 개통과 함께 영업 개시[2], 기존 옥계 교차로, 옥계 요금소, 옥계역 교차로 폐쇄.
- 2012년 11월 5일 : 무인수납 시스템 도입[3]

## 구조물 정보
- 위치: 강원특별자치도 강릉시 옥계면 현내리, 낙풍리
- 영업소: 강원특별자치도 강릉시 옥계면 동해고속도로 321

## 과거 시설물
옥계 나들목 근처로는 동해고속도로가 개방식으로 운영하던 시절에 설치된 평면 교차로와 요금소 1개소가 존재했다. 이 시설물은 2004년 동해고속도로가 4차선으로 확장되면서 모두 폐쇄되었다.

### 옥계 요금소
옥계 요금소는 강원특별자치도 강릉시 옥계면 낙풍리 일대에 위치했던 동해고속도로 본선 상의 요금소이다. 지금의 옥계 나들목 북쪽 낙풍1교 교량 근처에 설치되어 있었다. 1975년 10월 14일 동해고속도로가 최초로 2차선 형태로 개통되었을 당시부터 이용된 개방식 요금소였으며, 2004년 11월 24일 동해고속도로가 왕복 4차선으로 확장되면서 폐쇄되었다.

### 옥계 교차로
옥계 교차로는 강원특별자치도 강릉시 옥계면 현대리 일대에 있었던 동해고속도로의 평면 교차로이다. 과거 동해시 천곡동 시점 기준으로 13.37 km 떨어진 곳에 존재했다. 정동 교차로와는 8.41 km, 옥계역 교차로와는 1.13 km 떨어져 있었다. 현재 확장된 고속도로 본선 상의 동해 방면 진출로 인근에 위치했으며, 국도 제7호선과 바로 접속했다. 이 교차로는 2004년 동해고속도로가 왕복 4차선으로 선형 개량 및 확장이 이루어지면서 폐쇄되었다.

### 옥계역 교차로
옥계역 교차로는 강원특별자치도 강릉시 옥계면 주수리 일대에 있었던 동해고속도로의 평면 교차로이다. 과거 동해시 천곡동 시점 기준으로 12.24 km 떨어진 곳에 존재했다. 옥계 교차로와는 1.13 km, 망상 교차로와는 5.52 km 떨어져 있었다. 옥계역 바로 뒤쪽에 진출로가 국도 제7호선으로 개설되어 있었다. 이 교차로는 2004년 동해고속도로가 왕복 4차선으로 선형 개량 및 확장이 이루어지면서 폐쇄되었다.

## 접속하는 도로
- 옥계로
- 현내시장길
- 간접 연결 : 국도 제7호선 (동해대로, 옥계로 이용)

## 교통량 정보
| 요금소        | 통행량 (대/일)  | 통행량 (대/일)  | 통행량 (대/일)  | 통행량 (대/일)  | 통행량 (대/일)  | 통행량 (대/일)  | 통행량 (대/일)  | 통행량 (대/일)  | 통행량 (대/일)  | 통행량 (대/일)  | 각주  |
| 요금소        | 2001년          | 2002년          | 2003년          | 2004년          | 2005년          | 2006년          | 2007년          | 2008년          | 2009년          | 2010년          | 각주  |
| ------------- | --------------- | --------------- | --------------- | --------------- | --------------- | --------------- | --------------- | --------------- | --------------- | --------------- | ----- |
| 옥계 (폐쇄식) | 개방식          | 개방식          | 개방식          | 2,237           | 1,580           | 1,332           | 1,351           | 1,174           | 1,241           | 1,148           | [ 4 ] |
| 옥계 (개방식) | 16,555          | 18,791          | 19,448          | 19,176          | 폐쇄식으로 변경 | 폐쇄식으로 변경 | 폐쇄식으로 변경 | 폐쇄식으로 변경 | 폐쇄식으로 변경 | 폐쇄식으로 변경 | [ 4 ] |
| 요금소        | 2011년          | 2012년          | 2013년          | 2014년          | 2015년          | 2016년          | 2017년          | 2018년          | 2019년          |                 | [ 4 ] |
| 옥계 (폐쇄식) | 1,143           | 1,273           | 1,316           | 1,290           | 1,352           | 1,538           | 1,845           | 1,859           | 2,095           |                 | [ 4 ] |
| 옥계 (개방식) | 폐쇄식으로 변경 | 폐쇄식으로 변경 | 폐쇄식으로 변경 | 폐쇄식으로 변경 | 폐쇄식으로 변경 | 폐쇄식으로 변경 | 폐쇄식으로 변경 | 폐쇄식으로 변경 | 폐쇄식으로 변경 |                 | [ 4 ] |